# Фицджеральд, Джеральд, 9-й граф Килдэр
Джеральд Фитцджеральд (англ. Gerald FitzGerald, 9th Earl of Kildare, 1487[…], Мейнут, Килдэр — 2 сентября 1534, Тауэр) — ирландский аристократ, крупный государственный и военный деятель, 9-й граф Килдэр (1513—1534), лорд-наместник Ирландии (1513—1518, 1524—1529, 1532—1534), был ведущей фигурой в истории Ирландии в XVI веке.

## Семья
Джеральд Фицджеральд был старшим сыном Джеральда Фицджеральда, 8-го графа Килдэра, и его первой жены Элисон Фиц-Юстас, дочери Роланда Фиц-Юстаса, 1-го барона Портлестера.
В 1503 году Джеральд женился на Элизабет Зуш, дочери сэра Джона Зуша из Коднора и Элизабет Сент-Джон. Элизабет был кузиной короля Англии Генриха VII Тюдора. Дети от первого брака:
- Томас Фицджеральд, 10-й граф Килдэр (1513—1537)
- Эллис Фицджеральд, жена Кристофера Флеминга, 8-го барона Слейна

Около 1522 года Джеральд Фицджеральд вторично женился на леди Элизабет Грей (умерла после 1548), дочери Томаса Грея, 1-го маркиза Дорсета и кузине короля Англии. Дети от второго брака:
- Джеральд Фицджеральд, 11-й граф Килдэр (1525—1585)
- Элизабет Фитцджеральд (1527—1590), жена сэра Энтони Брауна (около 1500—1548) и Эдварда Клинтона, 1-го графа Линкольна (1512—1584/1585)
- Эдвард Фицджеральд
- Энн Фицджеральд
- Маргарет Фицджеральд
- Кэтрин Фицджеральд, 1-й муж Дженико Престон, 3-й виконт Горманстон (1502—1569), 2-й муж Ричард Сент-Лоуренс, 7-й барон Хоут (около 1510—1558)

## Биография

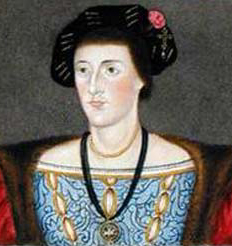
Джеральд Фицджеральд, 9-й граф Килдэр, в молодости

Джеральд Фицджеральд, 9-й граф Килдэр, родился в 1487 году в замке Мейнут, графство Килдэр. Он известен в ирландских анналах как Gearóit Óge (Джеральд Младший) и Garrett McAlison, так как его мать, Элисон Фиц-Юстас, была дочерью Роланда Фиц-Юстаса, 1-го барона Портлестера.
В 1496 году Джеральд был оставлен при дворе короля Англии Генриха VII Тюдора как заложник верности его отца короне. В апреле 1502 года 15-летний Джеральд играл главную роль в церемонии похорон старшего сына Генриха VII — Артура, принца Уэльского, в Вустерском соборе.
В 1503 году ему было разрешено вернуться со своим отцом в Ирландию и жениться на кузине короля Англии Генриха VII Элизабет Зуш. В следующем году он был назначен лордом-казначеем Ирландии. В августе 1504 года он командовал резервом в битве при Кнокдоу, где его стремительность и порывистость были причиной потерь на поле боя. После смерти своего отца в 1513 году Джеральд Фицджеральд унаследовал титул графа и должность лорда-юстициария Ирландии от нового короля Англии Генриха VIII Тюдора. Вскоре он получил от короля должность лорда-депутата Ирландии. Муж его сестры — лорд Слейн стал его преемником на посту лорда-казначея Ирландии.
Вожди ирландских кланов после 1513 года продолжали нападать на Пейл — английскую колонию в Ирландии. В 1514 году Джеральд воевал с ирландскими кланами, победи кланы О’Мор и Лейкс, затем совершил поход на север, захватил замок Каван, убил вождя клана О’Рейли и вернулся в Дублин с большой военной добычей. Эта военная акция была высоко оценена королём Англии, который пожаловал графу Килдэру порты в графстве Даун. Эти порты затем были выкуплены английской короной у 17-го графа Килдэера в 1662 году. В 1516 году граф Килдэр напал на земли Имайл в горах Уиклоу, разбил клан О’Тул и отправил голову Шейна О’Тула как подарок лорду-мэру Дублина. Затем он напал на небольшое ирландское королевство Эли, которым владел клан О’Карролл. Этот поход он совершил с мужем своей сестры, Пирсом Батлером, графом Ормондом, и Джеймсом, сыном графа Десмонда. Они захватили и разрушили замок Лемиваннан, заняли замок Клонмел, а в декабре вернулись в Дублин, «получив добычу, заложников и честь».
В марте 1517 года его вызвали в парламент в Дублине. Затем он совершил поход в Ольстер, взял штурмом замок Дандрум, затем пошёл походом на королевство Тир Эогайн и взял замок Данганнон, и, таким образом, «привёл Ирландию в состояние покоя и мира». 6 октября того же года его жена умерла в Лукане (графство Дублин) и была похоронена в Килкаллене. В следующем 1518 году его враги обвинили его превышении полномочий, несовместимых действиях с его должностью. Граф назначил своего заместителя и отправился в Англию. Он был отстранён от власти и должностей, и Томас Говард, 2-й герцог Норфолк, был назначен на его место. Граф Килдэр сопровождал короля Англии во Францию в июне 1520 года и присутствовал на Поле золотой парчи, где он отметился роскошной свитой. Там он встретился с кузиной короля, леди Элизабет Грей. С ней он поженился через несколько месяцев после этого, и, таким образом, получил значительное влияние при дворе короля Англии.
Тем временем из Ирландии пришли известия, что граф Килдэр якобы подстрекал вождей ирландских кланов к восстанию против нового лорда-наместника Ирландии. После расследования король Англии написал в Суррей, что он не нашёл доказательств преступления графа. Джеральду Фицджеральду было разрешено вернуться в Ирландию в январе 1523 года.
Примерно в этом году он колледж в Мейнуте и жил спокойной жизнью землевладельца. Затем он совершил в 1538 году поход на Лейкс вместе с лордом-мэром Дублина. Спалив несколько деревень, они попали в засаду, и после значительных потерь отступили в Дублин. В результате споров и недоразумений между графом Килдэром и графом Ормондом, который был назначен лордом-депутатом Ирландии, они обратились с жалобами к королю, в которых обвиняли друг друга с противозаконных действиях и государственной измене. Были назначены судьи, которые вынесли решение, чтобы оба графа воздержались от войны без согласия короля, что они должны прекратить конфликт, а также убедить своих родственников соблюдать законы и сохранять мир в течение года.

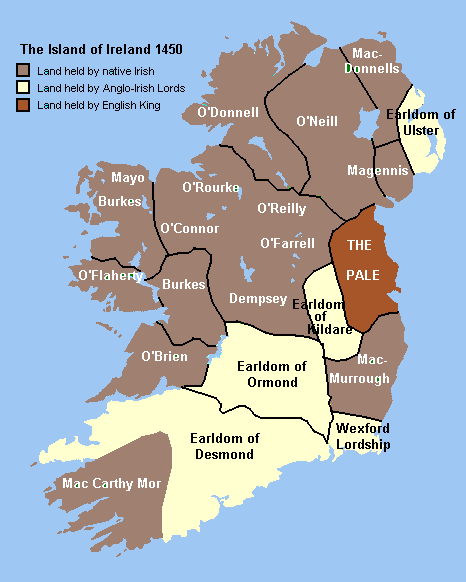
Ирландия в XV—XVI веках. Показаны английская колония Пейл, владения графов Килдэр и графов Ормонд, территории независимых ирландских королевств

Но их взаимная ненависть снова вспыхнула в результате убийства Джеймса Толбота, одного из последователей графа Ормонда. В этом был обвинён граф Килдэр. Графы Килдэр и Ормонд вновь обратились к королю Англии, вновь были присланы комиссары, которые расследовать их дело в Дублине в июне 1524 года. Решение было вынесено в пользу графа Килдэра. Было составлено соглашение, согласно которому графа должны были извиниться, примириться и делать общее дело для будущего. Граф Килдэр примирился с заместителем казначея Ирландии, сэром Уильямом Дарси, бывшим союзником Фицджеральдом, который потом стал одним из самых ярых противников Фицджеральдов.
Вскоре после этого граф Килдэр был снова назначен на должность лорда-депутата Ирландии. Он принёс присягу в суде Сент-Томаса, его племянник Конн Баках О’Нилл нёс перед ним меч — символ власти. Затем он заключил сделку с королём относительно его политики в Ирландии, которая заключалась в том, чтобы на подконтрольных королю территориях Ирландии запрещали говорить на ирландском языке, носить ирландскую одежду и соблюдать ирландские обычаи.
В следующем 1525 году графы Килдэр и Ормонд снова были на ножах. Они обратились к королю Англии и-за спора на сумму в размере £ 800, обвиняя друг друга, как и раньше, в всяких ужасных и должностных преступлениях. Примерно в то же время 9-й граф Килдэр, согласно королевскому указу, собрал большую армию и двинулся походом на Манстер, чтобы арестовать графа Десмонда. Потом он повернул на север, дипломатией и силой усмирил ирландские кланы О’Нейлл и О’Доннел.
В 1526 году ему было приказано прибыть в Англию, чтобы ответить на обвинения графа Ормонда и графа Оссори. Его обвинили в том, что он тайно помогал графу Десмонду, убил многих людей только за то, что они были сторонниками графа Ормонда и Батлеров. После прибытия в Лондон он был арестован и оставлен под стражей на четыре года. Затем он предстал перед судом Королевского совета. Началась бурная ссора между ним и кардиналом Томасом Уолси. Уолси, как говорят, хотел убить графа, граф требовал личной встречи с королём. Графа Килдэр освободили на некоторое время под залог. Его снова обвинили в том, что он подстрекал вождей ирландских кланов на восстание против английского владычества, чтобы доказать свою необходимость и незаменимость в Ирландии и добиться возвращения на родину. Вновь был освобождён, он был одним из тех аристократов, которые в 1530 году подписали письмо к папе римскому по поводу развода короля Генриха VIII Тюдора и королевы Екатерины Арагонской.
В том же году ему было разрешено вернуться в Ирландию вместе с Уильямом Скеффингтоном, новым лордом-депутатом Ирландии. После прибытия он выступил против клана О’Тул, чтобы наказать этот клан за опустошение земель английской колонии, а затем сопровождал лорда-депутата Ирландии в его походе против клана О’Доннел. Дружба лорда-депутата Ирландии и графа длилась недолго, вскоре они отправили письма и сообщения английскому королю, обвиняя друг друга во всех возможных преступлениях. Как и следовало ожидать, король поддержал лорда-депутата Ирландии.
В 1532 году  лордом-канцлером Ирландии стал его ставленик Джордж Кромер, примас Ирландии.
Граф Килдэр сумел оправдаться. В это время лорд-лейтенантом Ирландии был назначен герцог Ричмонд. Но в 1533 году конфликты между графом Килдэром и графом Ормондом, Уильямом Скеффингтоном, архиепископом Дублина Джоном Алленом усиливались. Они и дальше обвиняли его в подстрекательстве к восстаниям вождей ирландских кланов. В 1533 году Королевский совет доложила королю Генриху VIII, что вражда между графами Килдэр и Ормонд достигла такого уровня, что мира не будет до тех пор, пока один из них не станет лорд-депутатом Ирландии.

## Смерть
В конце жизни граф Килдэр был частично парализован в результате огнестрельного ранения во время войны с кланом О’Карролл. Его снова вызвали на суд в Лондон в 1534 году. В феврале 1534 года на совете в Дрогеде он назначил своим заместителем своего старшего сына Томаса Фицджеральда, лорда Оффали, а потом, обняв его и лордов совета, отплыл в Англию.
После прибытия в Лондон он был привлечён к суду по нескольким обвинениям, снова был арестован, его бросили в Тауэр, где он умер «от горя» 12 декабря 1534 года, узнав о восстании его сына, и об отлучении его от церкви. Он был похоронен в часовне Святого Петра в оковах.

## Характер
Граф Килдэр получил высокую оценку современников, как «мудрый, глубокий, далеко идущий и прекрасный оратор». Позднейшие историки описывали его, несмотря на его конечные неудачи, как человека значительного интеллекта, образования и дипломатического мастерства. В личной жизни он был преданным мужем и отцом, щедрым хозяином, ценителем искусства и большим книголюбом.